# 우에노촌 (오키나와현)
우에노촌(上野村)은 오키나와현 미야코군의 옛 촌이다.